# فيلي جونز
فيلي جونز (بالإنجليزية: Willie Jones)‏ هو سياسي أمريكي، ولد في 24 ديسمبر 1740 في مقاطعة سوري في الولايات المتحدة، وتوفي في 18 يونيو 1801 في رالي في الولايات المتحدة. انتخب عضو مجلس ولاية كارولاينا الشمالية وانتخب عضو مجلس نواب كارولينا الشمالية.